# Sara El-Bekri
 (septembre 2010).
Si vous disposez d'ouvrages ou d'articles de référence ou si vous connaissez des sites web de qualité traitant du thème abordé ici, merci de compléter l'article en donnant les références utiles à sa vérifiabilité et en les liant à la section « Notes et références ».
Pour les articles homonymes, voir Bakri.
Sara El-Bekri, née le 2 juillet 1987 à Casablanca, est une nageuse marocaine licenciée au club français du Stade Français Olympique Courbevoie (SFOC).
Elle fait partie des meilleures nageuses de l'histoire du Raja CA Natation en particulier, et de la natation marocaine en général, elle détient la plupart des records féminins nationaux.
Elle est, depuis 2023, directrice générale du néo-assureur FRIDAY.

## Biographie

### En France
Après un baccalauréat scientifique décroché, la nageuse se dirige à Lyon (France) pour poursuivre ses études d'ingénieur et parfaire son art. Elle réussit son pari, et s'impose parmi les meilleures brasseuses dans les compétitions françaises et internationales les plus relevées .
Sara El-Bekri a terminé ses études à l'Institut national des sciences appliquées de Lyon, en cycle d'ingénieur (option génie industriel).
Elle est également lauréate, dans le secteur des sports, du Trophée de la Diplomatie Publique, remis à Rabat en novembre 2011, pour sa contribution au rayonnement du Maroc à l'étranger. Elle est élue meilleure sportive marocaine successivement pour les années 2010 et 2011.

### En sélection
Malgré un palmarès riche et un avenir sportif certain, la jeune nageuse pâtit régulièrement du harcèlement moral que lui font subir certains anciens de la FRMN (gel de sa bourse pour la préparation des JO de Londres, exclusion des compétitions importantes, exclusion de son entraîneur des JO de Pékin, etc.). Et malgré cela, Sara reste une nageuse de qualité, fair-play, et travailleuse toujours prête à défendre les couleurs de sa nation, même s'il en va souvent de son confort, voire de sa dignité.
Sara est qualifiée aux JO 2012 de Londres sur le 100 et 200 m brasse, le 200 et 400 m quatre nages, le 400 et 800 m nage libre.

## Consécrations
En 2010 et 2011, Sara El-Bekri a été nommée Meilleure Sportive de l'année par l'Agence Maghreb Arabe Presse (MAP).
En 2010, elle décroche ce titre dans la catégorie féminine alors que le titre masculin revient à Amine Laâlou,.
En 2011, elle décroche pour la deuxième année de suite ce titre tandis qu'Adil Jelloul décroche le titre de sportif de l'année.

## Traversée du détroit de Gibraltar
En septembre 2013, Sara et ses sœurs entreprennent le pari fou de traverser le détroit de Gibraltar à la nage.
Couronnée de succès, cette traversée place Sara comme la première femme arabe et maghrébine à traverser le détroit. Elle est également la plus jeune personne (tous genres confondus) à réussir la traversée.

## Parcours professionnel
En parallèle de sa carrière sportive, elle poursuit un parcours professionnel chez Chanel en 2010 afin de rejoindre le cabinet de conseil mc2I en 2012 puis Deloitte en 2015. Au printemps 2023, elle est nommée directrice générale du néo-assureur FRIDAY.

## Palmarès

### Jeux olympiques[9]
- Jeux olympiques de Pékin en 2008
- Jeux olympiques de Londres en 2012

### Championnats du Monde

#### Championnats du Monde 2007, 50 m, Melbourne (Australie)[10]
- 28e au 50 m Brasse en 34 s 1
- 36e au 100 m Brasse en 1 min 13 s 28

- 30e au 200 m Brasse en 2 min 36 s 28

#### Championnats du Monde 2008, 25 m, Manchester (Royaume-Uni)[11]
- 26e aux 50 m Brasse en 32 s 88
- 18e au 100 m Brasse en 1 min 09 s 89
- 16e au 200 m Brasse en 2 min 29 s 10

- 16e au 200 m Brasse en 2 min 29 s 10

#### Championnats du Monde 2010, 25m, Dubaï (Emirats Arabes Unis)[12]
- 24e aux 50 m Brasse en 31 s 85
- 33e au 100 m Quatre Nages en 1 min 02 s 98
- 22e au 200 m Quatre Nages en 2 min 15 s 39
- 18e au 400 m Quatre Nages en 4 min 48 s 22

### Championnats d'Afrique

#### Championnats d'Afrique 2006àDakar(Sénégal)
- Médaille de bronze sur le 100 m brasse.
- Médaille de bronze sur le 50 m brasse.
- Médaille d'argent sur le 200 m brasse.

#### Championnats d'Afrique 2010àCasablanca(Maroc)
- Médaille d'or sur le 100 m brasse avec record des championnats du Maroc
- Médaille d'or sur le 50 m brasse.
- Médaille d'argent sur le 200 m brasse.
- Médaille d'argent sur le 4 × 100 m nage par équipe.
- Médaille d'argent sur 5 km en eau libre.
- Médaille de bronze sur le 100 m nage libre.

### Jeux panarabes

#### Jeux panarabes de 2007auCaire(Égypte)[13]
- Médaille d'or sur le 100 m brasse.
- Médaille d'or sur le 200 m brasse
- Médaille d'argent sur le 100 m nage libre.
- Médaille d'argent sur le 400 m nage libre.
- Médaille de bronze sur le 200 m nage libre.

#### Jeux panarabes de 2011àDoha(Qatar)[14]
- Médaille d'or sur le 50 m brasse.
- Médaille d'or sur le 100 m brasse.
- Médaille d'or sur le 200 m brasse
- Médaille d'or sur le 200 m papillon
- Médaille d'or sur le 400 m quatre nages.
- Médaille d'argent sur le 200 m nage libre.
- Médaille d'argent sur le 400 m nage libre.
- Médaille d'argent sur le 800 m nage libre.
- Médaille d'argent sur le 200 m quatre nages.
- Médaille d'argent sur le relais 4 × 100 m quatre nages.

## Records détenus (Grand bassin)

### Nage libre
Records du Maroc
- 100 m en 58 s 30 le 13/09/2010 à Casablanca (Maroc)
- 200 m en 2 min 03 s 10 le 17/12/2011 à Doha (Qatar)
- 400 m en 4 min 17 s 55 le 19/12/2011 à Doha (Qatar)
- 800 m en 8 min 49 s 67 le 21/12/2011 à Doha (Qatar)
- 1500 m en 17 min 04 s 85 le 17/02/2012 à Sarcelles (France)

### Brasse
Records du Maroc
- 50 m en 31 s 54 le 22/04/2009 en championnats de France 2009 à Montpellier
- 100 m en 1 min 08 s 21 le 29/07/2012 à Londres
- 200 m en 2 min 25 s 86 le 01/08/2012 à Londres

### Papillon
Records du Maroc
- 200 m en 2 min 16 s 21 le 19/12/2011 à Doha (Qatar)

### 4 nages
Records du Maroc
- 200 m en 2 min 17 s 24 le 22/12/2011 à Doha (Qatar)
- 400 m en 4 min 48 s 04 le 18/12/2011 à Doha (Qatar)

### Relais
Records du Maroc
- 4 × 200 m nage libre en 8 min 43 s 40 le 13/09/2010 à Casablanca
- 4 × 100 m 4 nages en 4 min 22 s 21 le 17/12/2011 à Doha

## Records détenus (Petit bassin)

### Nage libre
Records du Maroc
- 400 m en 4 min 16 s 17 le 19/11/2011 à Saint-Dizier (France)
- 800 m 8 min 46 s 14 le 18/11/2011 à Saint-Dizier (France)

### Brasse
Records du Maroc
- 50 m 31 s 38  le 04/12/2011 à Angers (France)
- 100 m en 1 min 06 s 50 le 02/12/2011 à Angers (France)
- 200 m en 2 min 23s 54 le 03/12/2011 à Angers (France)

Papillon
Records du Maroc
- 100 m en 1 min 02 s 58 le 13/11/2011 à Compiègne (France)
- 200 m en 2 min 13 s 51 le 19/11/2011 à Saint-Dizier (France)

### 4 nages
Records du Maroc
- 100 m en 1 min 02 s 98 le 16/12/2010 à Dubaï
- 200 m en 2 min 15 s 39 le 18/12/2010 à Dubaï
- 400 m en 4 min 48 s 22 le 15/12/2010 à Dubaï